# Martin Bouquet
Martin Bouquet (Amiens, 6 de agosto de 1685 - París, 6 de abril de 1754) fue un historiador francés, religioso benedictino de la congregación de San Mauro.
Habiendo ingresado de joven en la Orden de San Benito, en 1706 profesó en el monasterio de Saint-Faron de Meaux perteneciente a la congregación de San Mauro, e instruido en filosofía, teología, latín, griego y hebreo, fue enviado como bibliotecario a la abadía de Saint-Germain-des-Prés de París. 
Allí colaboró con su correligionario Bernard de Montfaucon en la edición de las obras de San Juan Crisóstomo, y preparó una nueva edición de las de Flavio Josefo, que cedió al holandés Sigebert Haverkamp al enterarse de que por aquellas fechas este trabajaba en un estudio sobre el mismo autor.
Sin embargo su gran obra fue la colección de historiadores de las Galias y Francia, que no estuvo exenta de peripecias: el trabajo, que había sido concebido por Pierre Pithou a finales del siglo XVI, fue comenzado por André Duchesne en su "Historiæ Francorum Scriptores" e interrumpido por su muerte en 1640; el ministro Jean-Baptiste Colbert intentó sin éxito continuarlo a expensas del estado, y el canciller Henri François d'Aguesseau encargó su diseño al maurista Edmond Martène y su ejecución a Jacques Lelong justo antes del fallecimiento de éste en 1721. 
Bouquet comenzó nuevamente la obra desde el principio publicando los dos primeros volúmenes de "Rerum Gallicarum et Francicarum Scriptores" en 1729, pero el trabajo se vio interrumpido cuando el cardenal De Bissy intentó aplicar rigurosamente la bula "Unigenitus" de Clemente XI contra las proposiciones jansenistas de Pascasio Quesnel, y ante la negativa de algunos mauristas, Bouquet entre ellos, a aceptar sus condiciones, fue trasladado al monasterio de San Juan de Laon. 
En 1735, mediante la intermediación de D'Aguesseau y de otras personalidades, Bouquet fue acercado hasta Argenteuil y de allí a Blancs-Manteaux de París; tras reanudar su labor, publicó otros seis volúmenes entre 1738 y 1752 y dejó preparado el noveno antes de su muerte. 
Los tomos elaborados por Bouquet contienen las fuentes para la historia de Francia desde sus orígenes hasta el año 987. Durante los años siguientes a su fallecimiento la obra fue continuada por los mauristas Jean Baptiste y Charles Haudiquier, Étienne Housseau, Jacques Précieux, Germaine Poirier, François Clément y Michel Jean Joseph Brial, y tras la disolución de la congregación en 1790, por la Academia de las inscripciones y lenguas antiguas hasta alcanzar los 24 volúmenes, ya con el título de "Recueil des historiens de la France".